# Pencahue
Pencahue is een gemeente in de Chileense provincie Talca in de regio Maule. Pencahue telde 8.245 inwoners in 2017 en heeft een oppervlakte van 957 km².